# 케이틀린 패링턴
케이틀린 패링턴(영어: Kaitlyn Farrington, 1989년 12월 18일 ~ )은 미국의 여자 스노보딩 선수이다. 그녀는 러시아 소치에서 열린 2014년 동계 올림픽에서 여자 하프파이프에서 금메달을 차지하였다. 올림픽 데뷔에 앞서, 2010년 유럽 동계 X 게임에 참가하여 금메달을 차지했다.